# パタゴニア

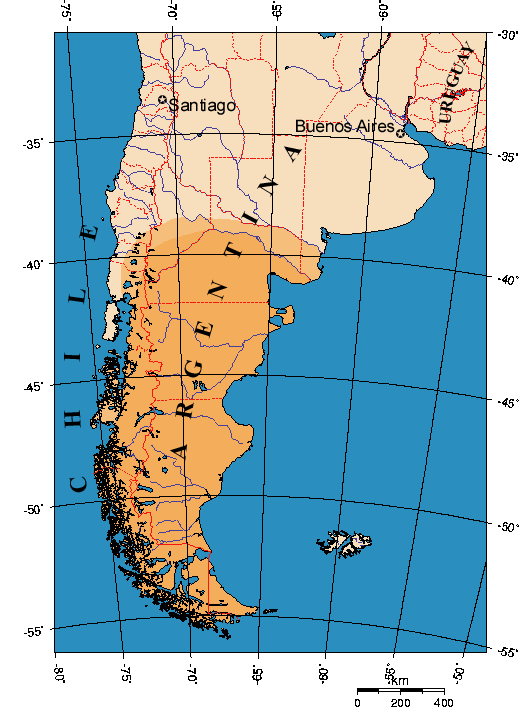
パタゴニア周辺

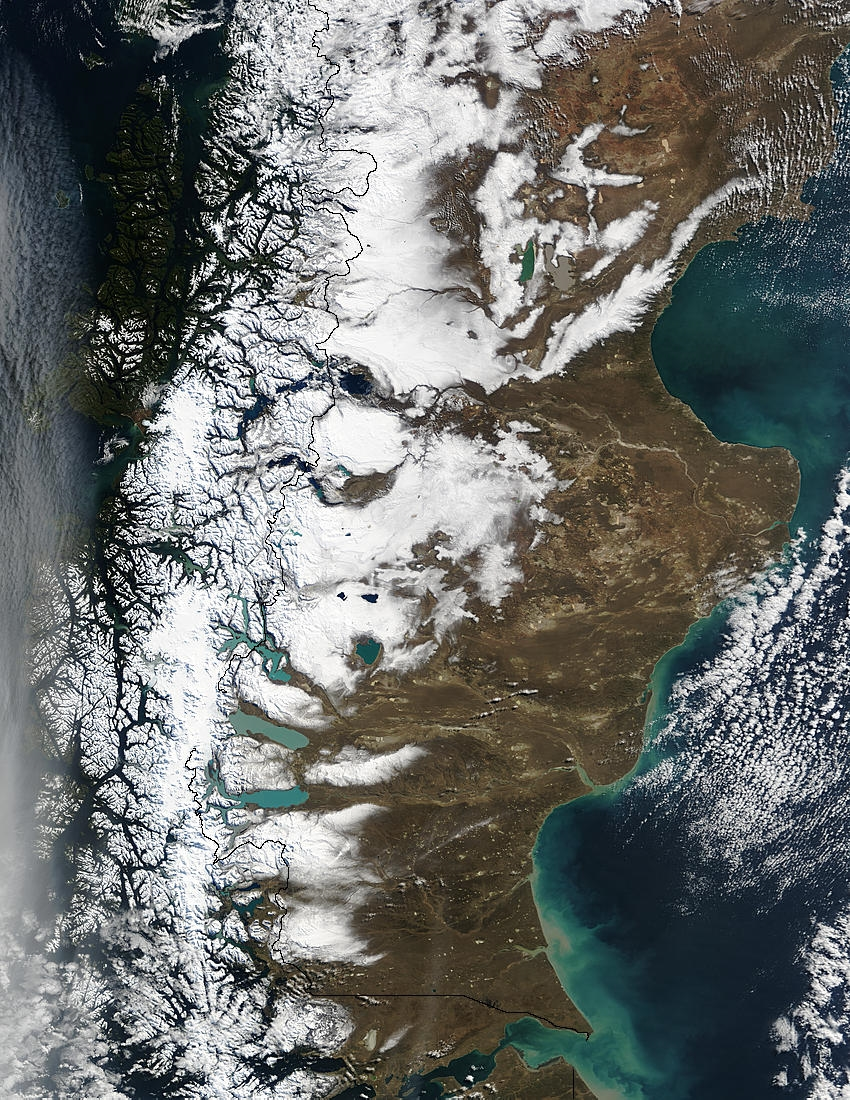
衛星写真

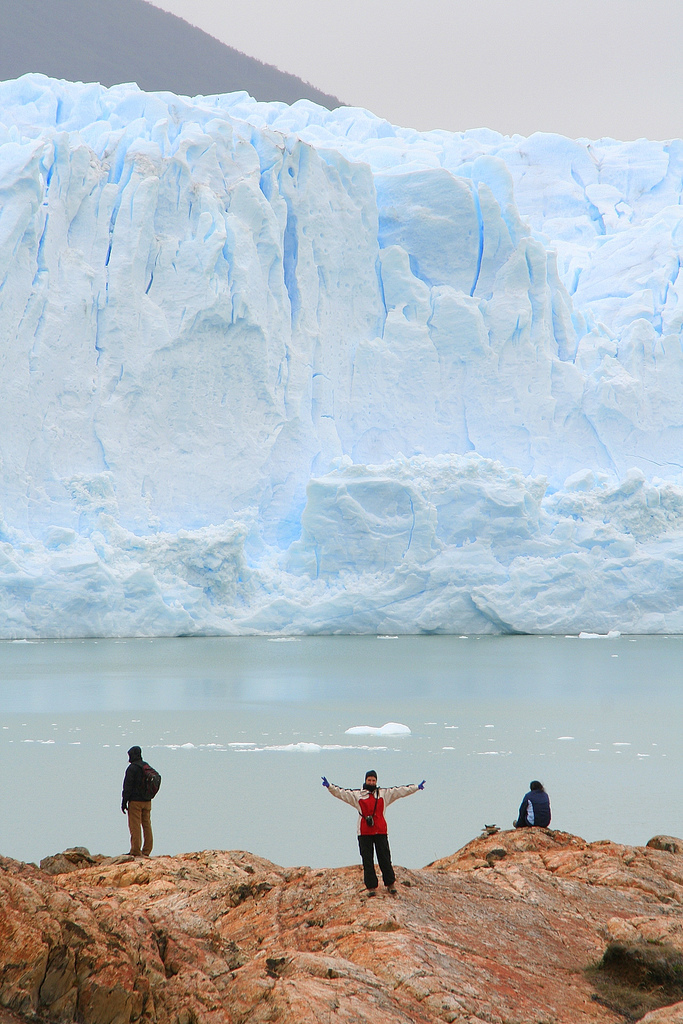
ペリト・モレノ氷河

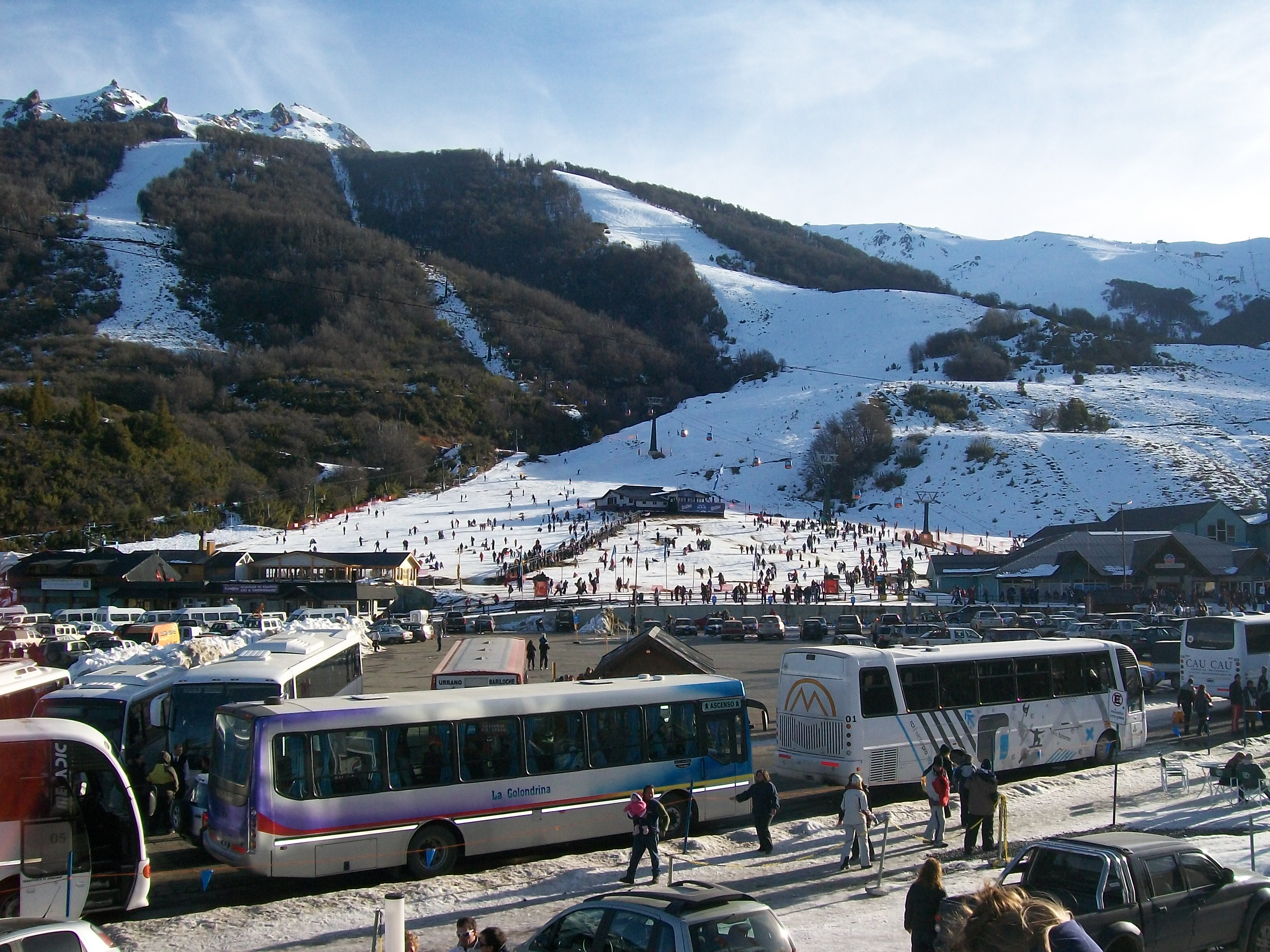
サン・カルロス・デ・バリローチェ

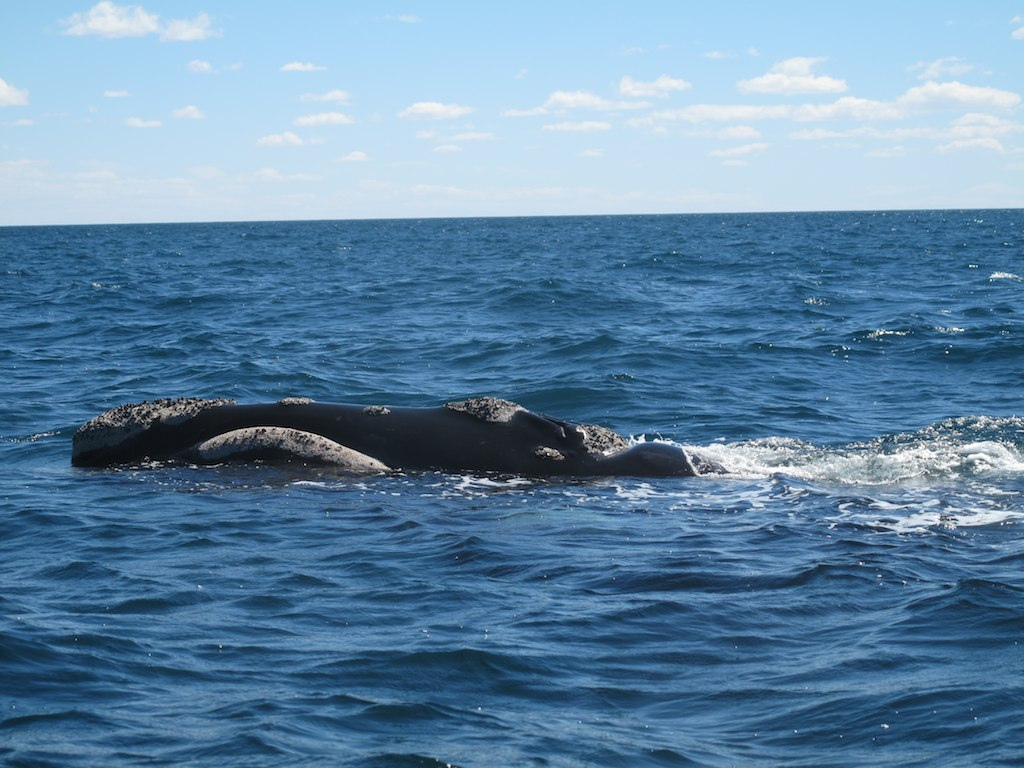
バルデス半島のクジラ

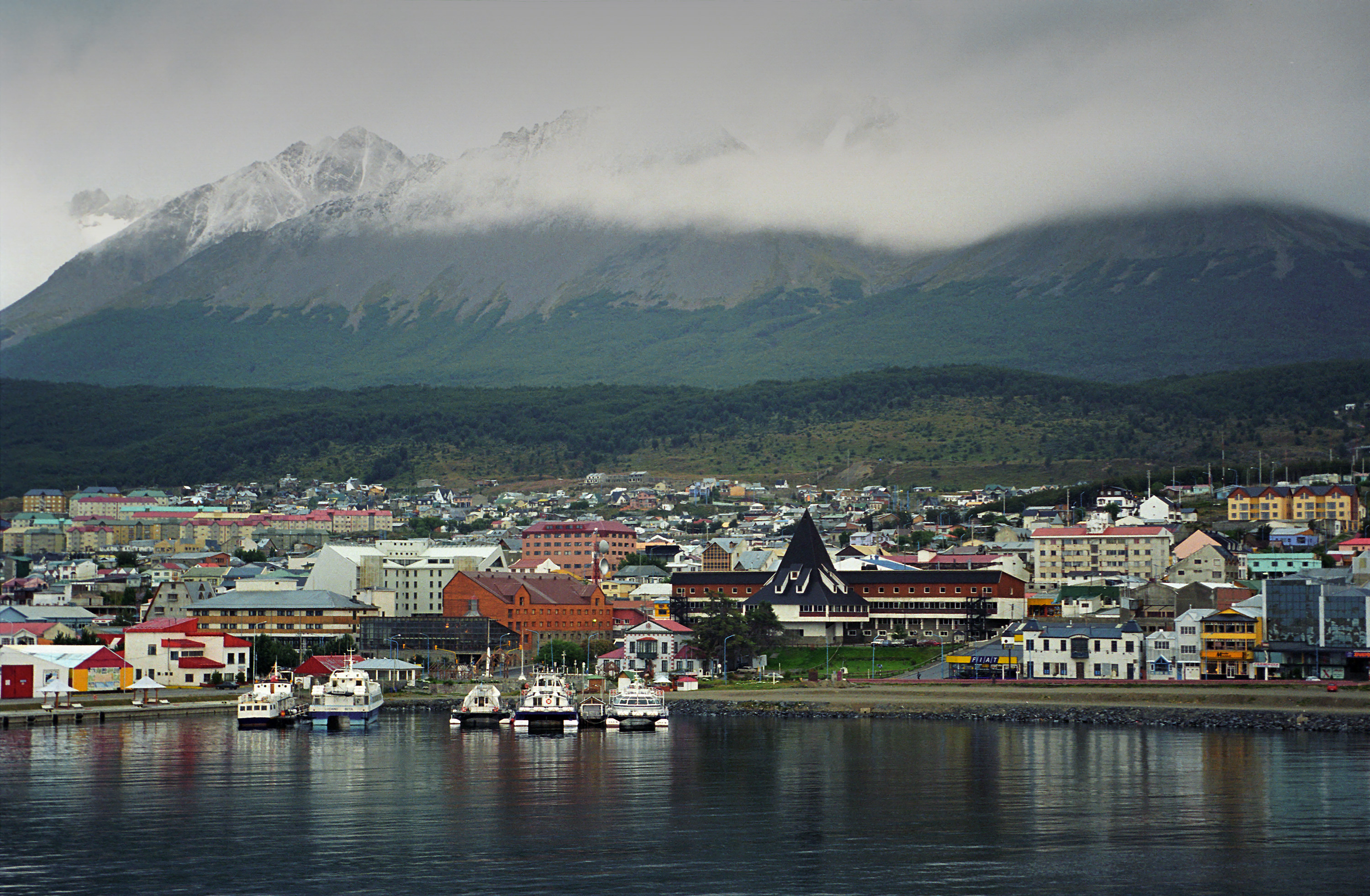
ウシュアイア

パタゴニア（スペイン語: Patagonia、スペイン語発音: [pataˈɣoni̯a]）は、南アメリカ大陸の南緯40度付近を流れるコロラド川以南の地域の総称。アルゼンチンとチリの両国にまたがる。アルゼンチンのネウケン、リオネグロ、チュブ、サンタクルス、ティエラ・デル・フエゴ各州とチリのアイセン、マガジャネス・イ・デ・ラ・アンタルティカ・チレーナ各州が該当する。ブルース・チャトウィンがこの地を旅した体験に基づいてかかれた小説「パタゴニア」（1977年）も紀行文の名作として知られている。

## 地名の由来
1520年、フェルディナンド・マゼランが、この付近に住んでいた先住民を見て、「パタゴン」（patagon）族と命名した。「パタ」（Pata）はスペイン・ポルトガル語の「足」であるが、「ゴン」の意味は不明である。大足パタゴン族の住む土地ということからパタゴニアという名がついた。
パタゴン族は実際に足が大きかったのではなく、グアナコの毛皮でつくったブーツを履いていたので、大きく見えたというのが現在の通説であるが、実際のパタゴン族の目撃者は彼らを巨人だと報告しているが特に足の大きさに言及しているわけではなく、パタゴンの由来には他に諸説がある。

## 気候
年間を通して低温、風が強い。この風の強さがパタゴニアの代名詞とも言われている。最大風速が60m/sを超えることも珍しいことではない（人間は25m/sを超えると風に向かって歩けず、40m/sを超えると踏みとどまることも難しくなり、飛ばされることもある）。イギリスの探検家、エリック・シプトンはこの地を嵐の大地と呼んだ。こうしたことからアルゼンチンは世界一風の強い国と言われる。
北西からの強い偏西風がアンデス山脈にぶつかり、チリ側は比較的雨が多い。一方、アルゼンチン側は偏西風がアンデス山脈にさえぎられるため乾燥が激しく半砂漠となっている。

## 地形
地形はアンデス山脈を境にアルゼンチン側とチリ側で大きく異なる。チリ側は、氷河期時代に形成された氷河が造成した、大規模なフィヨルドが広がる。
アルゼンチン側の北部、コロラド川とネグロ川に挟まれた地域は草原が広がる。農耕も行われている。アルゼンチン側南部は、乾燥が激しくパタゴニア砂漠が広がっている。
パタゴニアを特徴付けるのは氷河である。南パタゴニア氷原から連なる氷河の数は大小50以上あるといわれている。その規模は、南極、グリーンランドに次ぐ量といわれている。北西部には北パタゴニア氷原もある。
パタゴニアの氷河は、温暖氷河に属する。アンデス山脈に降る多量の雨により涵養される。非常に速く氷河が循環することで知られている。夏と冬で移動速度は当然異なるが、平均年間に100mから200m移動するといわれている。ペリト・モレノ氷河を始めとして、氷河の崩落を観察しやすいのも、この氷河の入れ替わりの速さのおかげでもある。

### 主な氷河
- ペリト・モレノ氷河

## 世界遺産・国立公園
チリおよびアルゼンチンで約30の国立公園がある。また、アルゼンチンには3件の世界遺産登録物件が存在する。

### 国立公園

#### アルゼンチン
- ロス・グラシアレス国立公園
- ティエラ・デル・フエゴ国立公園（スペイン語版） 等

#### チリ
- トーレス・デル・パイネ国立公園 等

### 世界遺産
- ロス・グラシアレス国立公園（自然遺産）
- バルデス半島（自然遺産）

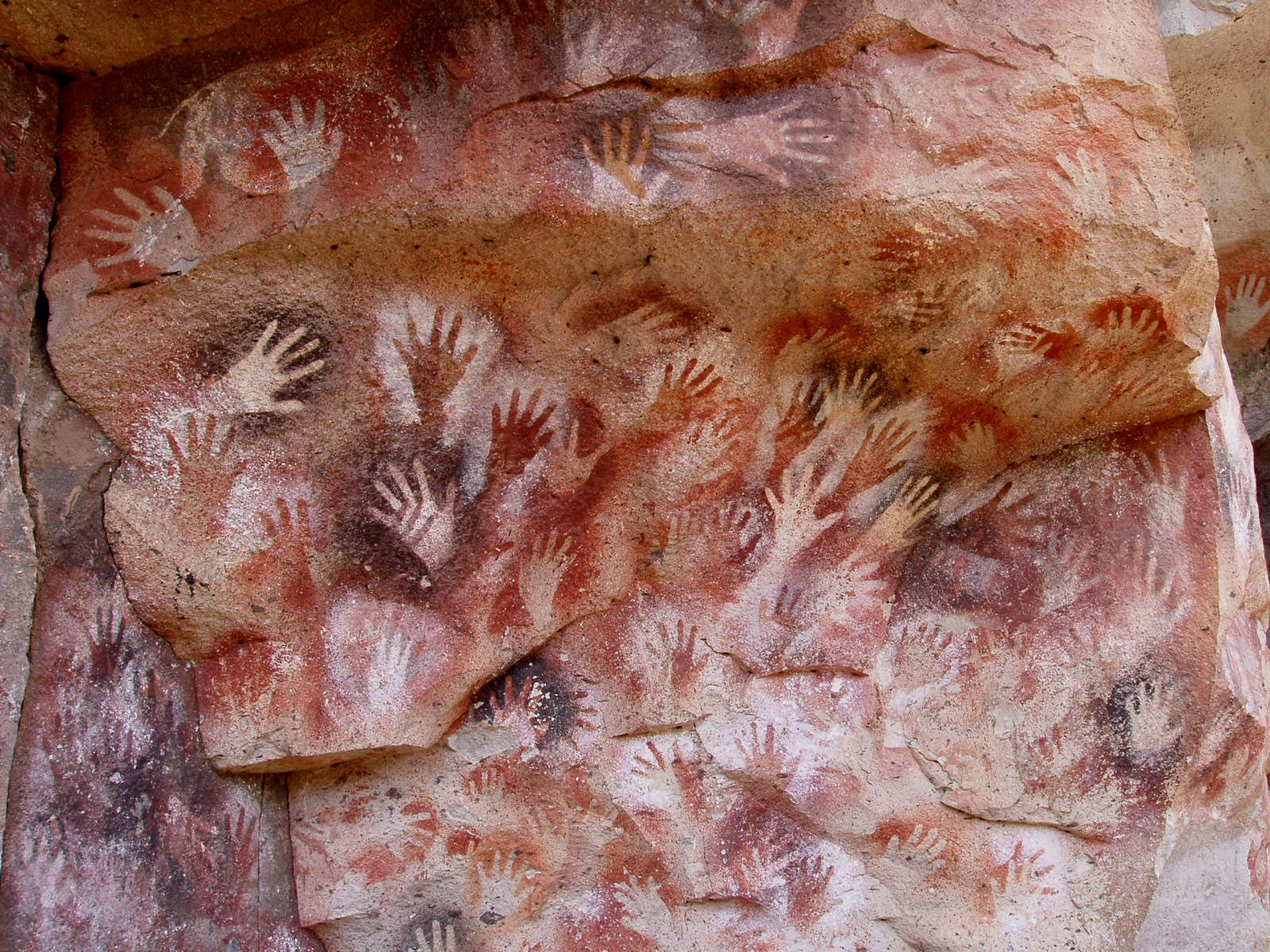
クエバ・デ・ラス・マノス

- リオ・ピントゥラスのクエバ・デ・ラス・マノス（文化遺産）

### 生物圏保護区
- トーレス・デル・パイネ国立公園[1]
- サン・ラファエル湖（スペイン語版）およびグアヤネコ諸島（スペイン語版）[2]
- アラウカリアス生物圏保護区（英語版）[3]
- ホーン岬[4]
- アンディーノ・ノルパタゴニカ生物圏保護区（スペイン語版）[5]
- 南部アンデス温帯雨林（スペイン語版）[6]
- ネバドス・デ・チジャン山（スペイン語版）およびラ・ラハ湖（スペイン語版）（ポルクラ川（スペイン語版）流域を含む）[7]
- バルデス半島[8]
- 青いパタゴニア生物圏保護区（スペイン語版）（トンボ岬（スペイン語版）を含む）[9]

### ラムサール条約登録地
- ブランカ湖（スペイン語版）[10]
- モンクル湿地（スペイン語版）[11]
- カルロス・アヌワンドテル三角江（スペイン語版）[12]
- バルデス半島[13]
- ロマス湾（スペイン語版）[14]
- 大西洋岸保護区（スペイン語版）[15]
- ビンシゲラ氷河（スペイン語版）と関連する泥炭湿原[16]

## 歴史
- 1520年 - マゼランがパタゴニア地域に上陸。命名したといわれている。
- 1834年 - 1月、チャールズ・ダーウィンは海抜約27メートルの平原で赤い泥の堆積からマクラウケニア・パタゴニカ[17]という大型獣の骨格を掘り出した。
- 1907年 - コモドロ・リバダビアにアルゼンチン最大の油田が発見される。

## 動植物

### 植物
全域には草原のステップが分布しており、北西部のアンデス山脈一帯にはバルディビア温帯雨林を含む温帯雨林の南部アンデス温帯雨林と高山植生、南部にはマゼラン亜極樹林とツンドラのマゼランツンドラがある。
- ナンキョクブナ属 - レンガ（英語版）、ドンベイミナミブナ（英語版）、ナンキョクブナ（英語版）[1][3]
- パタゴニアヒバ属 - パタゴニアヒバ[5][6]
- アウストロケドルス属（英語版）
- ナンヨウスギ属 - チリマツ[5][6]
- ピルゲロデンドロン属（英語版） - Pilgerodendron uviferum（英語版）[6]
- マキ属 - チリヤナギバマキ（英語版）[11]
- カヤツリグサ科[16]
- ウシノケグサ属 - Festuca gracillima（英語版）[14]
- ミズゴケ属[16]
- Skottsbergia paradoxa（英語版）[16]

### 生息動物
- グアナコ
- ピューマ
- シャカイツコツコ（英語版）[5]
- ゲマルジカ（英語版）[5]
- マーラ[8]
- チリカワウソ[5]
- ミナミウミカワウソ[11]
- ミナミセミクジラ[8]
- シャチ
- オタリア
- ミナミゾウアザラシ
- レア
- マゼランペンギン[9]
- クロエリハクチョウ[12]
- コオバシギ[14]
- ミユビシギ[13]
- ヒメウズラシギ[13]
- アメリカオグロシギ[14]
- コシジロウズラシギ[14]
- アメリカミヤコドリ[13]
- マゼランチドリ[14]
- コフタオビチドリ（英語版）[13]
- ミナミオオセグロカモメ[13]
- ミナミユリカモメ[13]
- ナンベイアジサシ（英語版）[13]
- サンドイッチアジサシ[13]
- アメリカオオアジサシ（英語版）[13]
- チリーフラミンゴ[14]
- カンムリガモ（英語版）[13]
- チャガシラコバシガン[15]
- Atelognathus nitoi（英語版）[5]

## 作品
- 文学
  - 『パタゴニア』 - イギリス出身のブルース・チャトウィンが新聞社を退社後、この地を旅した体験に基づいてかかれた小説
  - 『パタゴニア あるいは風とタンポポの物語』 椎名誠著
  - 『でか足国探検記』椎名誠著
  - 『パタゴニア探検記』 高木正孝著、岩波書店、1968年（ 1995年岩波書店 同時代ライブラリーから再発行）
- 映画
  - 『約束の地（英語版）』 - リサンドロ・アロンソ監督による映画。原題の『Jauja』（ハウハ）は「神話の中で語り継がれる豊穣と幸福の理想郷」で、娘がいなくなった父親がパタゴニアを捜索して回る幻想的な映画。